# Associazione Calcio Ravenna 1931-1932
Questa pagina raccoglie le informazioni riguardanti l'Associazione Calcio Ravenna nelle competizioni ufficiali della stagione 1931-1932.

## Rosa
| N. |                   | Ruolo | Calciatore          |
| -- | ----------------- | ----- | ------------------- |
|    | Italia (bandiera) | P     | Baldisseri          |
|    | Italia (bandiera) | D     | Giorgio Ballerini   |
|    | Italia (bandiera) | A     | Ettore Baruzzi      |
|    | Italia (bandiera) | A     | Giovanni Bencivelli |
|    | Italia (bandiera) | C     | Alessandro Calanchi |
|    | Italia (bandiera) | A     | Carlo Capra         |
|    | Italia (bandiera) | A     | Antonio Ceccoli     |
|    | Italia (bandiera) | D     | Armando Cortesi     |
|    | Italia (bandiera) | C     | Ferdinando Cortesi  |

| N. |                   | Ruolo | Calciatore        |
| -- | ----------------- | ----- | ----------------- |
|    | Italia (bandiera) | A     | Francesco Cortesi |
|    | Italia (bandiera) | D     | Angelo Costa      |
|    | Italia (bandiera) | A     | Carlo Del Rosso   |
|    | Italia (bandiera) | D     | Lanzoni           |
|    | Italia (bandiera) | C     | Alberto Mazzanti  |
|    | Italia (bandiera) | D     | Arduino Plisca    |
|    | Italia (bandiera) | D     | Emilio Santarosa  |
|    | Italia (bandiera) | D     | Tartagni          |
|    | Italia (bandiera) | C     | Manlio Tazzari    |